# Серон (Жиронда)
Серон (фр. Cérons) насеље је и општина у југозападној Француској у региону Аквитанија, у департману Жиронда која припада префектури Бордо.
По подацима из 2011. године у општини је живело 1933 становника, а густина насељености је износила 246,87 становника/km². Општина се простире на површини од 7,83 km². Налази се на средњој надморској висини од 14 метара (максималној 27 m, а минималној 0 m).

## Демографија
| 1962. | 1968. | 1975. | 1982. | 1990. | 1999. | 2011. |
| ----- | ----- | ----- | ----- | ----- | ----- | ----- |
| 1.229 | 1.241 | 1.281 | 1.308 | 1.319 | 1.347 | 1.933 |

График промене броја становника у току последњих година